# 類人猿人格權運動

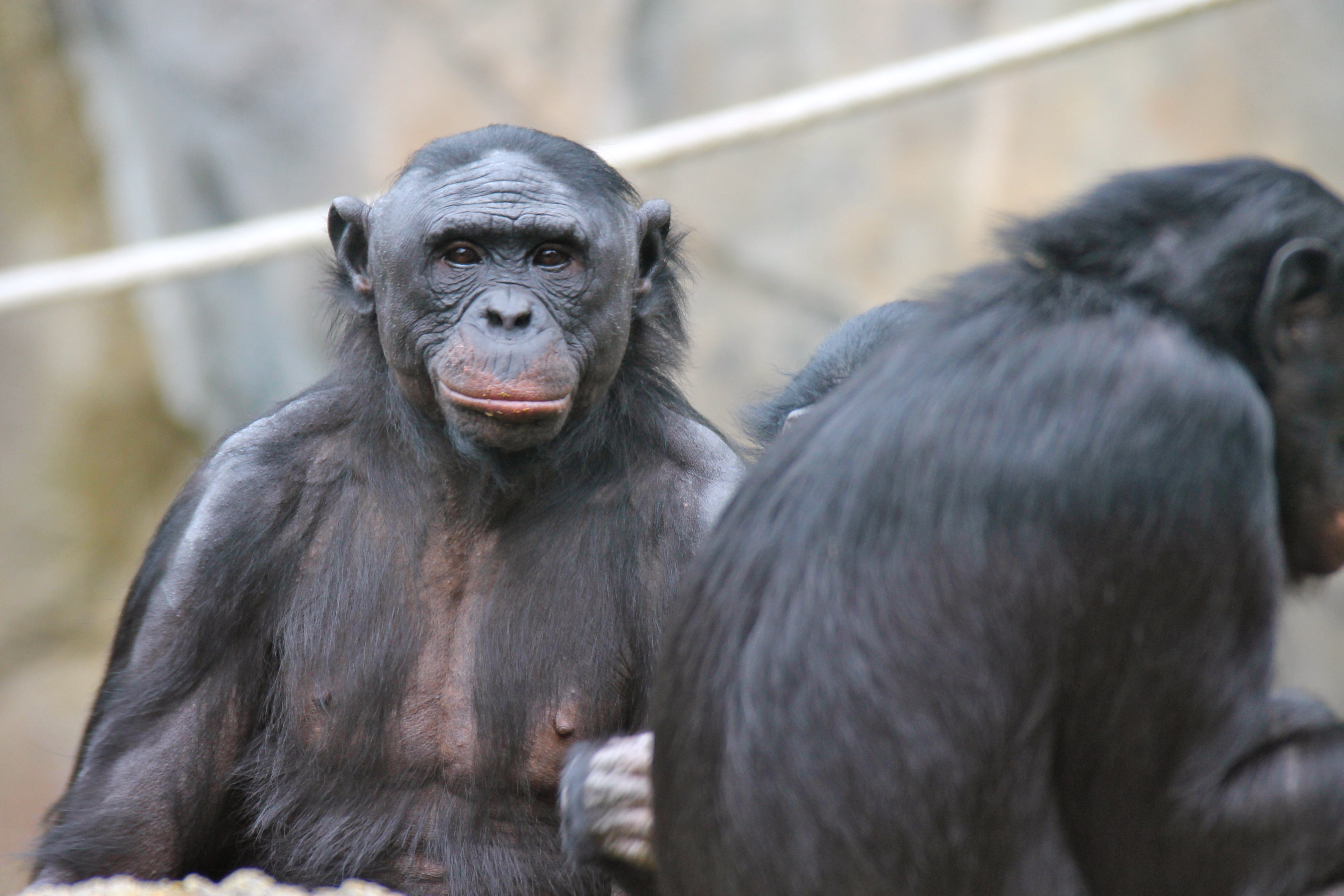
倭黑猩猩，人科的一员

類人猿人格權運動是一項旨在向人科的非人类成员（倭黑猩猩、黑猩猩、大猩猩、紅毛猩猩）提供在法律上「人」的地位，並基於此對這些動物進行合法保護的運動。
支持者包括灵长类动物学家珍·古德和唐·普林斯-休斯，进化生物学家理查德·道金斯，哲学家普拉·卡瓦列里和彼得·辛格，和法律学者史蒂文·懷斯。

## 现状
2007年2月28日，西班牙巴利阿里群島議會通過了世界上第一個承認所有類人猿擁有合法人格的立法。 該立法引起了整個西班牙的反響。2008年6月25日，一個議會委員會開始催促西班牙政府保障靈長類動物有生命權和自由權，如果能過成功，那麼“將通過西班牙刑法典禁止有害的靈長類動物實驗以及馬戲團豢養、商業廣告或非法拍攝”。
歐洲在動物權利立法上也已做過努力。1992年，瑞士修改了其憲法，承認動物是“生命”而不是“東西”。 不過1999年瑞士憲法被重寫，這個修正案就失效了。2002年德國在憲法修正案中再次確保動物權利，成為第一個承認動物權利的歐盟國家。
1999年，五大人科物种在新西兰获得了有力的保护，禁止其被當做研究、试验的目標。有人认为，新西兰的保护额度到了一种弱的法律权利。
一些欧洲国家（包括奥地利、荷兰和瑞典）完全禁止在动物实验方面使用类人猿。
2014年末，阿根廷通过了给予圈养猩猩基本人权的法律。
2015年4月20日，纽约州最高法院的巴巴拉法官先生签署针对两只圈养的猩猩的保护令。 4月21日，刪除保护令中的“人身保护令”（writ of habeas corpus）幾字。

## 支持
一些有名的支持者诸如灵长类动物学专家珍·古德，被指派为联合国友好大使与丛林肉贸易作斗争，从而阻止类人猿的灭绝；理查德·道金斯，原牛津大学公众理解科学方向的教授；彼得·辛格，普林斯顿大学哲学系教授；斯蒂芬·怀斯律师，前哈佛大学教授，非人类权利计划的创始人兼主席，旨在努力推进美国普通法在各州的通过，从而在法律上承认类人猿人格以及其它具有有自我意识且独立自主的非人类动物的人格；他们都主张类人猿具有人格。
2013年12月，NhRP针对四只黑猩猩被纽约州监禁一例提起了三次诉讼，认为他们应该被视作拥有基本的人身自由权利的法人（即不被囚禁），他们享有普通法赋予的人身保护权利，因此立即释放并将他们送往保护区。 三项人身保护令状的请愿均被否决，保留上诉的权利。NhRP目前正在呼吁三项决议的通过。
珍·古德的縱向研究顯示黑猩猩的社會和家庭行為在某些方面與人類極為相似。她说这些黑猩猩也把她视作家族的一个成员。猿语言能力的实验室研究开始揭示它们的其他人类特征，遗传学方面也得出类似结果，并最终三种类人猿进行了重新归类为原始人类。
其他如贝兰和埃文斯做的研究 表明人类与非人类的灵长类动物在自制力上也有一定相似之处。他们用类似在儿童身上使用的自我分心手段来让黑猩猩控制他们的冲动。类人猿也表现出制定计划的能力，甚至可以“将自己投射到未来”，也就是进行心理时间之旅。故而类人猿似乎也具备自我意识，因为“自我意识实现延迟满足（delay gratification），因为具有自我意识的个体可以推测自己的未来”。
伴随着日趋严重的类人猿灭绝的风险，動物權利运动向国家施加压力，以承认猿类有限的权利和法“人”的地位。作为回应，英国提出了一项禁止使用类人猿进行研究的条例，然而并未对其他灵长类动物做此规定。
作家兼讲师托马斯·罗斯认为给予非人类同等法律权利并不是什么新鲜事。比如多数国家都这样规定：“公司法人是合法的人，享有人类所有的大多数权利，如起诉权，选举权和言论自由。” 唐·普林斯-休斯整理了类人猿所满足的人格的标准：“自我意识；对过去、未来、现在的理解；理解复杂的规则和知晓情感带来的后果的能力；选择规避风险的能力，情感共鸣的能力，和抽象思维能力。"
格雷·弗兰乔内不认同仅依靠动物是否长的像人类就能判断其是否具备人格，他认为感知能力才是真正唯一能决定某个物种能否拥有基本权利的因素。因此也应该授予包括小鼠和大鼠在内的其他动物这样的权利。

## 解释
而根据这些提议或者已通过的声明，类人猿人格合法化可能会给国家或者国际的法律带来保护和义务方面的问题，如： 
- 世界人权宣言的7-29项条款
- 关于人的国籍和公民身份的《关于无国籍人地位的公约》和《1961年减少无国籍状态公约（英语：1961 Convention on the Reduction of Statelessness）》
- 儿童权利宣言第四和第五项规定